# Франекерский университет

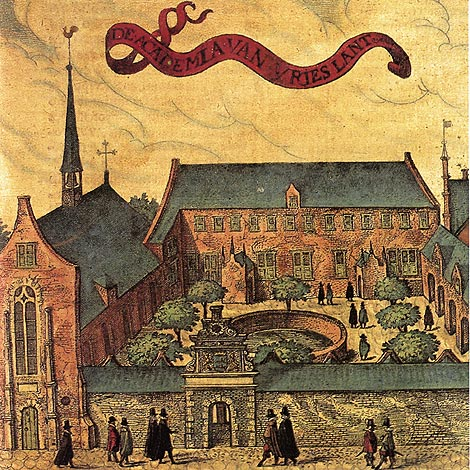
Academiae Franekerensis. 1622 г.

Франекерский, или Фрисландский университет (нидерл. Universiteit van Franeker, лат. Academiae Franekerensis) — университет в г. Франекер (Фрисландия), существовавший с 1585 по 1811 годы.
Университет был основан в 1585 году, вскоре после того, как Фрисландия в ходе борьбы за независимость обрела фактическую независимость от испанской короны. Университет во Франекере стал первым высшим учебным заведением во Фрисландии и вторым по старшинству в Соединённых провинциях после Лейденского университета. Открытие университета сделало городок Франекер международным центром науки, культурной столицей Фрисландии. 
С момента его создания университет отличался заметным уклоном в сторону кальвинизма. Его бюджет пополнялся доходами от земель, принадлежавших ранее многочисленным католическим монастырям Фрисландии, которые были секуляризованы в ходе Реформации. Другой предпосылкой его расцвета была острая потребность кальвинистской церкви в хорошо подготовленных пастырях и проповедниках. Богословие считалось сильной стороной преподавания во Франекере.
Кроме теологии, в университете велось обучение праву, медицине, философии, математике и физике. С годами (особенно когда остался в прошлом золотой век Нидерландов) уровень подготовки научных кадров снижался, а Франекер всё чаще воспринимался как захолустье. В 1811 году, после 226 лет существования, Университет Франекера был расформирован Наполеоном, одновременно с университетом Хардервейка.
После закрытия здание университета использовалось под различные городские учреждения, одно время — под библиотеку; ныне здесь расположилась психиатрическая лечебница.

## Известные преподаватели и студенты
- Беккер, Бальтазар, богослов и философ
- Вильгельм IV Оранский, генеральный штатгальтер Республики Соединенных провинций
- Декарт, Рене, философ, математик, механик, физик и физиолог
- Кампер, Петрус, медик
- Кёниг, Иоганн Самуэль, философ и математик
- Леве ван Айтзема, историк и дипломат
- Свинден, Ян Гендрик ван, математик, физик, философ
- Стёйвесант, Питер, государственный деятель
- Хейнсий, Даниэл, филолог и поєт
- Константин Эмперер, востоковед